# Catetinho
Le Catetinho (en portugais : Palácio do Catetinho) est un édifice public officiel de la république fédérative du Brésil, situé à environ dix kilomètres de Gama. Il fut le premier siège officiel et le lieu de travail du président de la république fédérative du Brésil Juscelino Kubitschek, et de son vice-président à Brasília.

## Construction
Le bâtiment a été conçu par Oscar Niemeyer et construit en seulement dix jours, du 22 au 31 octobre 1956, pour être inauguré le 10 novembre de la même année.

## Histoire
Le nom rappelle celui du palais présidentiel de l'époque, le Catete, avec le suffixe diminutif -inho pour indiquer sa petite taille.
Il a été construit sans confort ni les honneurs officiels, pour s'assurer que le président soit proche des ouvriers qui travaillaient à l'édification de la ville nouvelle de Brasília et qui vivaient à proximité dans ces cabanes et des tentes. 
Aujourd'hui les visiteurs peuvent voir des studios — dont la suite présidentielle —, la salle de réunion, les locaux pour les membres du gouvernement, la chambre des invités et, au rez-de-chaussée, la salle à manger.
Le Catetinho a été protégé, en 1959 comme bien culturel par l'Institut national du patrimoine artistique et historique (Serviço do Patrimônio Histórico e Artístico Nacional).
Le bâtiment a été restauré et transformé en musée dont l'inauguration officielle a eu lieu le 16 avril 1991.

## Description
Catetinho est un bâtiment simple, connu sous le nom de Palais des Tables (en portugais Palácio de Tábuas), construit principalement en bois et caractérisé par la présence de pilotis. La simplicité de ses lignes est soulignée par un spacieux balcon qui apporte légèreté et idée de confort à l'ensemble.